# Едбальд
Едбальд або Еделвальд, Етелуалд (давн-англ. Auduarld, Eadbold, Edbaldus; ? — 20 січня 640) — король Кенту у 616—640 роках. Похований у Кентерберійському абатстві.

## Біографія
Походив з династії Ескінгів. Син Етельберта I, короля Кенту, та Берти (доньки Харіберта I, короля франків). Про дату народження нічого невідомо. Його було хрещено за ініціативою своїх батьків. У 604 році став підкоролем (subregulus) у Західному Кенті.
У 616 році після смерті Етельберта I посів трон Кенту. Спочатку повернувся до поганства і навіть одружився з власною мачухою між 616 та 618 роками. За це, за переказами хроністів, Едбальда було покарано періодичними нападами безумства і одержимістю нечистим духом.
Незабаром помер король Ессекса Себерт, залишивши після себе синів-поган. У результаті для християнства в англосаксонській Британії настали важкі часи. Багато священиків залишили острів. Хотів попрямувати за ними і архієпископ Лаврентій. Але за Бедою Преподобним вночі до архієпископа з'явився апостол Петро і піддав бичуванню. Наступного дня Лаврентій з'явився до Едбальду і показав королю сліди ударів. Сповнившись остраху, Едбальд прийняв християнство, після чого повернув з Франкського королівства священиків, що там сховалися, зокрема Меллітія, єпископа Лондонського (з 619 року — архієпископа Кентерберійського), і Юста, єпископа Рочестерського. Втім найпевніше це сталося під тиском Редвальда, короля Східної Англії, який був наймогутнішим англосаконським володарем (бретвальда). Разом з тим доволі швидко Едбальд став ревним християнином, що багато сприяв християнізації ютів в Кенті. Також підтримував християнство в Ессексі, де мав значний вплив, та в Сассексі.
У 625 році видав свою сестру Етельбергу за Едвіна, короля Нортумбрії. Умовою шлюбу за наполягання короля Кенту перед тим король Едвін прийняв хрещення. За цим відправив місіонерів до Нортумбрії задля хрещення тамтешніх знаті та містян.
До початку 630-х років йшов поступовий процес хрещення ютів, оскільки Едбальд не бажав насильно це робити (за прикладом континентальних володарів). У 624 році встановив листування з папою римським Боніфацій V. Також підтримував діяльність Гонорія, архієпископа Кентерберійського (з 627 року) з поширення католицького віросповідання не лише в Кенті, а й по всій Британії.
У 635 році король Едбальд заснував у Фолкстоні перший в Британії жіночий католицький монастир, де ігуменею стала його дочка Енсвіт. На основі християнства знайшов спільну мову з Анною, королем Східної Англії, їх союз було закріплено шлюбною угодою між сином Едбальда та донько Анни.
Водночас, використовуючи гарне географічне положення, налагодив торговельні зв'язки з Франкською державою, що приносили значний зиск королівській скарбниці. Також є першим Кентським королем, про якого відомо, що став карбувати монети скіллінги (в подальшому стали відомими як шилінги) та тимфани. Ці монети стали основою для інших монет англосаксонської Британії.
Едбальд помер у 640 році. Йому успадкували сини Ерконберт та Ерменред.

## Родина
1. Дружина — ім'я невідоме
дітей не було
2. Дружина — Емма, донька Теодеберта II, короля Австразії
Діти:
- Ерконберт, король Кенту
- Ерменред, король Кенту
- Енсвіта